# Biribolltjärnarna
Biribolltjärnarna är varandra näraliggande sjöar i Strömsunds kommun i Jämtland och ingår i Ångermanälvens huvudavrinningsområde.
- Biribolltjärnarna (Ströms socken, Jämtland, 713744-146096), sjö i Strömsunds kommun, 64°20′26″N 14°59′50″Ö / 64.3406°N 14.9973°Ö
- Biribolltjärnarna (Ströms socken, Jämtland, 713764-146111), sjö i Strömsunds kommun, 64°20′33″N 15°00′01″Ö / 64.3424°N 15.0003°Ö